# Tudela de Duero
Tudela de Duero és un municipi de la província de Valladolid, a la comunitat autònoma de Castella i Lleó. Limita al nord amb Renedo de Esgueva i Villabáñez; al Sud amb Aldeamayor de San Martín i La Parrilla; a l'est amb Traspinedo i a l'oest amb Cistérniga.